# Języki czibczańskie
Języki czibczańskie – rodzina językowa w Ameryce Środkowej i Południowej. Języki te wywodzą się z pogranicza Hondurasu, Nikaragui i Panamy, ale rozprzestrzeniły się na teren Kolumbii. Charakteryzują się ubogim systemem spółgłoskowym. Pokrewieństwo tej rodziny języków wykazał jako pierwszy kostarykański uczony Adolfo Constenla Umaña.

## Klasyfikacja

### Północnoczibczańskie
- pecz (paya, taya, tawka, seco) – środkowy i północny Honduras

### Wotyckie
- rama – południowo-wschodnia Nikaragua
- woto – Kostaryka (wymarły)
- maleku (guatuso) – Kostaryka
- korobisi – Kostaryka (wymarły)

### Istmickie
- guetar (hüetar) – Kostaryka
- bribri (talamanca) – Kostaryka i Panama
- kabekar (talamanca) – Kostaryka
- boruka (brunca, brunka) – Kostaryka
- czanguena – Kostaryka i Panama
- teribe (térraba, tiribi, teribe, norteño, quequexque, naso) – Kostaryka i Panama
- mowere (move) – centralna Panama
- ngabere – Kostaryka i Panama
- buglere (bokota, bogotá, bofota, bobota, bukueta, buglé, nortenyo, murire, sabanero, veraguas sabanero) – Panama
- doraske – Panama
- kuna – Panama i Kolumbia

### Magdalenickie
- czibcza – wymarły język Muisków, Kolumbia
- tunebo (u’wa) – Kolumbia
- damana (wiwa, guamaca, guamaka, malayo, arsario, marocacero, marocasero, maracaserro, sancá, sanja, sanka, huihua) – Kolumbia
- kankuamo (atanquez, atanques) – Kolumbia (wymarły)
- ichka (arhuaco, aruaco, bintuk, bíntukua, bintucua, ica, ijka, ika, ike, bíntucua, bintuk, bíntukua, pebu) – Kolumbia
- kagaba (kogi) – Kolumbia